# Coridorul Atlantic
Coridorul Atlantic este a șaptea din cele nouă axe prioritare ale rețelei transeuropene de transport (TEN-T) creată pentru a mări capacitatea feroviară și rutieră prin conectarea Portugaliei, Spaniei și Franței, mai târziu extinsă spre Germania. Când va fi finalizată, ramura iberică va deveni una dintre principalele rețele de transport din Peninsulă, alături de coridorul mediteraneean și, în general, se spune că va fi „fundamentală pentru coeziunea europeană” și va include următoarele secțiuni:
- Algeciras – Bobadilla – Madrid
- Sines/Lisabona – Madrid – Valladolid
- Lisabona – Aveiro – Leixões/Porto
- Aveiro – Valladolid – Vitoria – Bergara – Bilbao/Bordeaux – Paris – Le Havre/Metz – Mannheim/Strasbourg

## Stare
Progresul variază de la o regiune la alta. În Portugalia, de exemplu, infrastructurile feroviare planificate au fost incluse în inițiativa Ferrovia 2020, prezentată în 2016, însă, până la sfârșitul anului 2022, doar 15% din construcție fusese finalizată. În Țara Bascilor, așa-numitul Y basc (numit astfel după regiunea pe care o traversează și după forma pe care o are) ar trebui să fie finalizat și operațional până în 2030, însă conexiunea dinspre partea franceză a fost amânată și nu este planificată să fie terminată decât după 2037.